# Doelbeek
Doelbeek is een woonwijk ten zuidoosten van het centrum van de Nederlandse plaats Heerde. De meeste huizen in de wijk zijn gebouwd in de jaren 70 en de jaren 80, de huizen aan de Kanaalstraat zijn over het algemeen ouder. De wijk is groen en ruim van opzet en grenst aan een grote groenstrook van Landgoed De Bonenburg en het Apeldoorns Kanaal. De wijk heeft twee basisscholen.
In juli 2015 werd het multifunctionele gebouw 'De Heerd' geopend, dat op loopafstand van Doelbeek ligt. In De Heerd zijn onder meer het dorpshuis van Heerde, een bibliotheek en verschillende basisscholen gevestigd.

## Straten in Doelbeek
- Vicarielaan
- Kanaalstraat
- Kerkstraat
- Blekersweg
- Kuipersakker
- Doelbeekseweg
- Looierspad
- De Bleike
- Griftstraat
- Het Roetnest